# Lycée Carcouët
Le lycée Carcouët est un établissement français d'enseignement secondaire général, technologique et supérieur situé à Nantes (Loire-Atlantique), dans le quartier Breil - Barberie. Il dépend administrativement des Pays de la Loire et de l'académie de Nantes.

## Localisation
L'établissement est situé 115 boulevard du Massacre, dans le quartier Breil-Barberie, et a été créé à partir d'un site hébergeant un groupe scolaire école/collège construit entre 1962 et 1964, établissement de grande dimension. Le site était à l'origine une zone rurale, vaste propriété autour du château de Carcouët.
Le parc contient notamment des chênes pédonculés, des cèdres de l'Himalaya, des cèdres de l'Atlas, des pins noirs d'Autriche, des chênes des marais, des pins sylvestres, des pins de Monterey et des paulownias.

## Origine du nom
L'hypothèse la plus probable concernant le toponyme Carcouët est celle lui donnant pour origine les mots bretons ker (pays) et coat (bois). Ker-coat évoque la « terre des bois » : à la fin du Moyen Âge les parties boisées étaient très importantes au nord-est de Nantes. Carcouët est la francisation de Kercoat. Un château portant ce nom est bâti au Moyen Âge, la partie la plus ancienne datant du XVe siècle. Le premier propriétaire nommé en a été Gille Dupé en 1476, les derniers la famille Viot, expropriée en 1959, au bénéfice de la construction du groupe scolaire qui est baptisé du nom du domaine.

## Historique
L'extension urbaine de la métropole nantaise vers l'est a rendu nécessaire la construction de nouveaux équipements éducatifs. Sur le site d'un domaine seigneurial où figure un château datant du Moyen Âge, s'ouvre en 1964 la cité scolaire regroupant une école primaire et élémentaire, et un collège. Le lycée ouvert en 1982 va longtemps garder une image de lycée de banlieue.

### Du Moyen Âge à 1962: le domaine de Carcouët

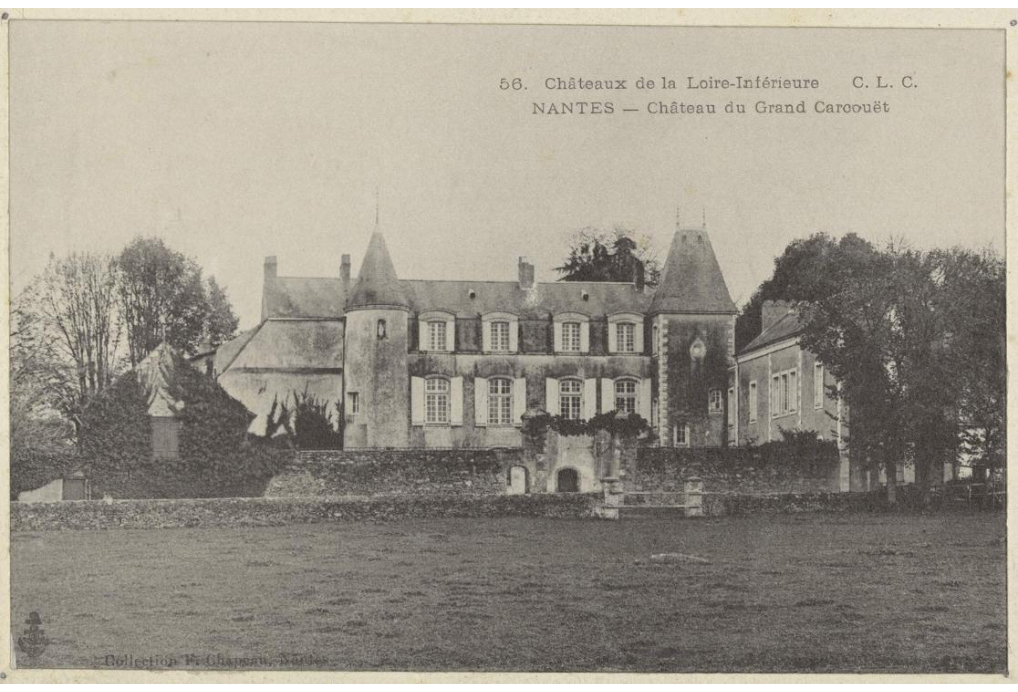
L'ancien château du Grand Carcouët.

La présence du château de Carcouët est attestée depuis 1476. En 1580, Antoine de Brenezay, sire de Carcouët, avocat et dix-septième maire de Nantes en est le propriétaire. Au XVIIe siècle, des boiseries sont installées dans l'aile centrale, un escalier extérieur est construit. Au XVIIIe siècle, c'est la famille Burot qui occupe les lieux, notamment Pierre Burot de Carcouët, sous-maire de Nantes de 1705 à 1708. En 1794, la propriété est vendue comme bien national à Joseph Alexandre Joyeau, limonadier. En 1847, c'est l'armateur Alexandre Viot qui achète le château et fait construire une tour carrée à l'opposé de la tour ronde médiévale. L'épouse de l'armateur est à l'origine du jardin et des plantations d'arbres dans la propriété. En 1933, le domaine est transmis par héritage à ses derniers propriétaires privés, Henri Viot, industriel et maire de Saint-Herblain de juin à septembre 1944, et sa femme Françoise-Renée Bazin, fille du romancier René Bazin.
De cette histoire le site conserve le parc, îlot de verdure dans un espace très urbanisé, qui recèle des arbres remarquables : chênes, cèdres et séquoias. Un séquoia de Carcouët est contemporain du sequoia gigantea de 1865 du Jardin des plantes de Nantes. Celui de Carcouët a une circonférence de 5,8 mètres et une hauteur de 30 mètres. Le château, lui, après avoir cohabité avec le collège et l'école, est une première fois menacé de destruction en 1965. La communauté éducative évoque la possibilité d'une réhabilitation, un projet innovateur de maison de quartier et de centre culturel est proposé. La Mairie de Nantes fait un autre choix. Pour laisser la place à la construction d'un nouveau collège, le château est détruit en 1970.

### 1962-1982: le groupe scolaire, collège et école
Le domaine est donc depuis cette date exclusivement occupé par des bâtiments scolaires. Le conseil municipal de Nantes décide en 1956 de lancer la construction d'un groupe scolaire pour répondre aux besoins en la matière du quartier du grand Carcouët à la suite de la construction du lotissement du Breil-Malville, de la cité des Dervallières et de nombreuses maisons individuelles. En mars 1959, l'expropriation partielle de la famille Viot est prononcée, le jugement définitif étant rendu en 1962. L'école (primaire et élémentaire) et le collège ouvrent aussitôt les travaux terminés en 1964. Le collège d'enseignement secondaire (CES) est constitué de béton et de pierre blanche, et son architecture basée sur la présence s'inspire du château d'origine en présentant un rez de rue et un rez de cour de niveaux différents. Il était prévu à l'origine qu'un lycée fasse partie des réalisations, mais ce projet a été reporté. Ceci explique que le collège, qui accueille 525 élèves (répartis en dix-sept classes de sixième, cinquième et quatrième) en septembre 1964, ait été un peu suréquipé dans certaines disciplines. C'est en fait le lycée Albert-Camus qui sera l'étape de scolarisation suivante pour les premiers élèves issus de Carcouët.

### Depuis 1982: le lycée

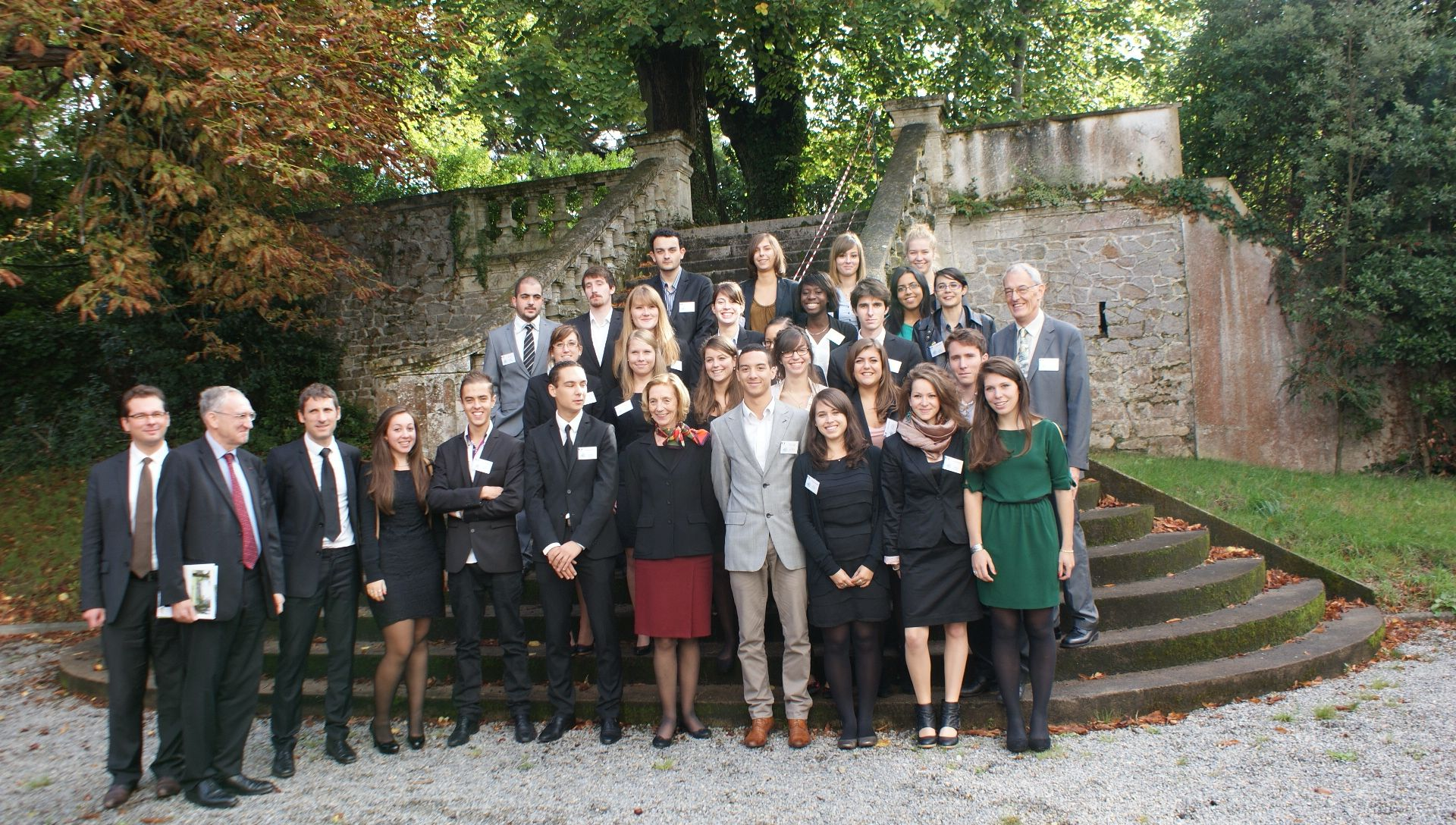
Nicole Bricq, ministre du commerce extérieur, avec les étudiants de BTS CI 2e année du lycée Carcouët, en octobre 2012.

Le lycée ouvre ses portes en 1982, sa capacité d'accueil prévisionnelle étant de 1 200 élèves. Le bâtiment du collège avec son rez à deux niveaux sert d'aile centrale. Sept classes regroupant 211 élèves sont ouvertes à la première rentrée, les effectifs passent à 913 en 1986 puis 1 523 en 1991. L'adaptation et l'extension des lieux est réalisée entre 1991 et 1998. L'ouverture du lycée d'Orvault, l'évolution du lycée Gaspard-Monge ont abouti à la diminution du nombre d'élèves qui passe à 800 en 2002-2003.
L'établissement a souffert d'une mauvaise image, renforcée par des faits divers (plusieurs cambriolages, incendie du gymnase en 2000). Il a également été fait état du manque d'implication des élèves dans les activités socio-éducatives et dans le Conseil de la vie des élèves. Des initiatives sont prises pour améliorer la réputation du lycée, par exemple la publication d'une brochure historique en 2002.
Cette réputation négative est due à des intrusions extérieures et amplifiées par la presse locale eu égard à la situation géographique du lycée, entre deux quartiers populaires de Nantes. Par contre les résultats obtenus ont longtemps été occultés. Pourtant en 2012 comme régulièrement les années précédentes, les résultats au bac dépassent les 90 % de reçus et, sur les cinq sections de BTS près de 93 % de lauréats, dont deux sections obtiennent pour la troisième année consécutive 100 % de reçus. La CPGE, en quatre ans a su montrer la valeur de sa formation en permettant à un de ses étudiants de terminer major du concours de recrutement à l'ENS Cachan en 2011.[réf. nécessaire]
À titre de reconnaissance pour l'investissement de tous, le lycée a accueilli le jeudi 4 octobre 2012 la ministre du commerce extérieur Mme Nicole Bricq.
Le lycée a conclu plusieurs partenariats dont en novembre 2013 la signature par M. le Recteur d'une convention de partenariat académique avec l'association 100000 Entrepreneurs. Cette association de chefs d'entreprise intervient dans les établissements scolaires pour donner l'envie d'entreprendre et de réussir et donc motiver les élèves. C'est dans ce cadre que Teddy Riner, champion olympique et du monde de judo, est venu croiser son regard avec le PDG des brioches Pasquier sur la notion d'effort et d'envie pour devenir sportif de haut niveau ou chef d'entreprise à l'international.

## Architecture
Les bâtiments d'origine, construits entre 1961 et 1964, ont bénéficié d'une restructuration en 1991 et 1992 pour un budget de 2 millions de francs hors taxe, et d'une extension de 1 480 m2 de 1996 à 1998, nécessitant un budget de 12 millions de francs hors taxe.
L'extension a été réalisée en trois phases. La première a consisté en l'élévation d'un bâtiment baptisé le Ghost (mot anglais signifiant fantôme). Par opposition avec l'édifice existant, longue barre symétrique en forme de parallélépipède rectangle, fait de pierre et béton gris, la nouvelle structure est faite de métal, présente des courbes, est en partie asymétrique (la base est plus large que le haut dans une direction), et couverte de blanc. Ces formes et couleurs se rapprochent de la représentation populaire du fantôme drapé de blanc.
Une année après le Ghost, un ouvrage dont la conception est un retour à la forme en barre, qui répond au bâtiment initial. Ce nouveau bâtiment abrite la bibliothèque au premier étage, et des salles de classe au rez-de-chaussée ; les architectes ont utilisé des variations dans l'épaisseur des murs et dans le choix des matériaux les constituant (verre et bois).
Dans ce nouvel ensemble, seul l'amphithéâtre, dont l'implantation des gradins suit la pente naturelle du terrain, présente des courbes. Son toit ondulé semble se glisser sous le premier étage de la deuxième barre, à laquelle il s'oppose par sa forme courbe. Horizontal et sombre, il s'oppose également au Ghost vertical et blanc.
Les architectes ont envisagé l'évolution de cette extension, en choisissant des matériaux (bois et pierre) dont l'apparence va changer avec le temps, et en concevant l'infrastructure du bâtiment de la bibliothèque de telle sorte qu'il puisse supporter jusqu'à trois niveaux de plus.

## Classement du lycée
Le lycée se classe 32e sur 46 au niveau départemental quant à la qualité d'enseignement, et 1400e sur 2311 au niveau national. Le classement s'établit sur trois critères : le taux de réussite au bac, la proportion d'élèves de première qui obtient le baccalauréat en ayant fait les deux dernières années de leur scolarité dans l'établissement, et la valeur ajoutée (calculée à partir de l'origine sociale des élèves, de leur âge et de leurs résultats au diplôme national du brevet).

## Enseignement
Source : académie de Nantes.

### Second cycle
Baccalauréat général
- Bac. général : série économique et sociale (ES).
- Bac. général : série scientifique sciences de la vie et de la terre (S SVT).
- Bac. général : littéraire LV2.

Baccalauréat technologique
- (1res STMG).
- Bac. gestion des systèmes d'information (STMG).
- Bac. Gestion Finance (STMG).
- Bac. mercatique (Marketing) (STMG).
- Bac ST2S

### Après le baccalauréat
Brevet de technicien supérieur (BTS).
- BTS Communication.
- BTS Services Informatiques aux Organisations : Options SISR (réseau) et SLAM (Développement, alternance disponible la deuxième année)
- BTS Tourisme (deux sections).
- BTS Commerce international à référentiel commun européen.

Classes préparatoires aux grandes écoles (CPGE)
- CPGE ENS Rennes section DE Droit Économie Gestion.

### Langues
- Allemand LV1, LV2, LV renforcé.
- Anglais LV1, LV2, LV renforcé, section anglais européenne.
- Arabe LV1 corresp., LV2 corresp.
- Espagnol LV2, LV renforcé,
- Russe LV2 corresp.

### Options
- Droit commercial.
- Informatique de gestion et communication.
- Latin.
- Mathématiques.
- Mesures physiques et informatique.
- Physique-chimie.
- Sciences de la vie et de la terre.
- Sciences économiques et sociales.